# Lucien Biva
Pour les articles homonymes, voir Biva.
Lucien Biva est un peintre franco-américain né le 13 août 1878 à Paris et mort en octobre 1965 à New York aux États-Unis.
Peintre paysagiste, il a également œuvré comme décorateur, notamment dans les années 1940 à New York. Il fut membre de la Société des artistes français, de la Society of Independent Artists. 

## Biographie
Lucien Biva (1878-1965) est le fils du peintre Henri Biva (1848-1929), et le neveu du peintre Paul Biva (1851-1900).
Les Biva se sont installés à Montmartre au milieu du XIXe siècle, et c’est à partir du dessinateur Charles Biva (1821-1884), père d’Henri et de Paul que la famille développe ses talents artistiques. En 1845, motivé par la mode de l’époque pour les intérieurs bourgeois très ornementés, Charles Biva installe, dans les quartiers nord de Paris, une fabrique de papier peint où Henri et Paul Biva feront leurs premiers apprentissages de dessinateurs et de coloristes.
Lucien Biva bénéficiera de cet environnement familial créatif, comme du foisonnement artistique de Montmartre à la fin du XIXe siècle et au début du suivant, et de la période dite de la Belle Époque.

### L'influence familiale
Lucien Biva est d’abord l’élève de son père, puis il suit les cours de l'École nationale supérieure des arts décoratifs, de l'École nationale supérieure des beaux-arts de Paris ainsi que les enseignements du décorateur et affichiste Eugène Grasset (1845-1917), se formant ainsi en tant que peintre mais aussi en tant que décorateur-ensemblier.
Il expose pour la première fois au Salon des artistes français en 1902, avec Derniers rayons à Villeneuve-l’Étang, puis de façon régulière soit au Salon des artistes français jusqu’en 1914, soit dans d’autres lieux d’expositions, notamment au Salon des indépendants en 1909, et jusqu’à son départ aux États-Unis en 1919, où sa carrière se poursuit de façon continue.
Diverses raisons le décident à émigrer aux États-Unis, le 1er septembre 1919. Son père, Henri Biva, est un peintre reconnu qui est sociétaire des Artistes français, médaillé et hors concours au Salon des artistes français, qui a été fait chevalier de la Légion d’honneur en 1900, et qui est aussi franc-maçon (dès avant 1889). Il peut être difficile pour Lucien Biva de se faire un nom sans être assimilé à l’œuvre de son père. Les chroniqueurs parlent en effet « des Biva », assimilant le fils derrière le père, tout comme on a eu tendance à parler des frères Biva, confondant en une seule œuvre celle d’Henri et de Paul Biva. Ainsi dans le Bulletin de la Société des amis des arts du département de l'Eure, Henry Chantraine évoque l’Exposition des beaux-arts d’Evreux de 1903 : « Passons devant les Dahlias étoffés et chauds et le Village, aux tonalités violentes encore, mais déjà bien plus modérées [que celles de Lucien Lamarre, évoquées plus haut par le chroniqueur] de MM. Henri et Lucien Biva […] ».

### La recherche d'une identité
Ses familiers le surnomment « l’anarchiste », peut-être parce qu’il est en train de rejeter une certaine part de l’héritage pictural familial. Lucien Biva a exposé au Salon des Indépendants, il a été attentif à la création en 1916 de la « Society of Independent Artists » quelque peu sur le modèle de la Société des artistes indépendants créée à Paris en 1884. Et en 1922, lorsqu’il expose à la sixième exposition de la Society of Independent Artists à New York, il est cité avec d’autres exposants comme « stamped all over with the stamp of independance » dans les colonnes du New York Times (10 mars 1922). On peut noter que la remarque du chroniqueur était quelque peu teintée d’ironie, suggérant que ce mouvement « indépendant » devenait – déjà – quasiment classique.
D’autres raisons familiales l’ont sans doute amené en 1919, à l’âge de 41 ans, à aller vers de nouveaux horizons : la guerre de 1914-1918 vient de prendre fin, mais son jeune frère, Marius Biva, également formé à l’École nationale supérieure des arts décoratifs et dessinateur de bijoux, est mort à Verdun en 1915 à l’âge de 25 ans.

### Un peintre américain, et encore français
Lucien Biva prendra la nationalité américaine en 1928 et résidera essentiellement dans différents quartiers de New York (Brooklyn, Queens, et à proximité : à Catskill). Il peint et expose tout au long de cette deuxième partie de sa carrière.
Une rétrospective en novembre 1957 à l’Albany Institute of History and Art, rassemblant des œuvres de jeunesse, exécutées en France, et des œuvres contemporaines peintes aux États-Unis, montre la variété des lieux et sujets qu’il affectionnait.
Parallèlement il conçoit des motifs décoratifs pour des tissus, des tapis ..., et dépose plus de 80 brevets au Patent Office entre 1921 et 1949 pour diverses créations. Curieusement, un des motifs qu'il dépose dès 1921 (US patent 59,177), « nouveau, original et ornemental pour des tissus ou articles du même type […] tapis, couvertures, papier peint, etc. » inspire d’autres brevets, notamment en 1995 (US patent 5,445,863) qui s'y réfèrent encore pour réaliser des vêtements et autre matériel de camouflage pour des activités telles que « la chasse, les manœuvres militaires, etc. ». Du réalisme méticuleux de l’élève discipliné d’Henri Biva à l’uniforme militaire … un parcours probablement guère envisagé par Lucien Biva.

## Œuvre
Les premières œuvres de Lucien Biva se distinguent parfois difficilement de celle de son père Henri Biva.
Mais lorsqu’il quitte la France en 1919, il a intégré d’autres influences artistiques, nabis, Art nouveau, fauvisme, ... qui ont fait évoluer son œuvre. Il a côtoyé les peintres du Salon des Indépendants, mouvement qu’il cite dans son catalogue d’exposition lors de la rétrospective de 1957 à l’Albany Institute of History and Art.
Son œuvre américaine, dégagée du réalisme, présente des paysages colorés, certains titres de ses tableaux soulignent cette primauté donnée aux couleurs.

### Expositions, en France
- Salon des artistes français  
  - 1902, Derniers rayons ; Villeneuve-l’Étang - La mare ; fond du bois
  - 1903, La Prairie blanche, printemps, Étude Couton-Veyrac-Jamault, 6/12/2011[4]
  - 1904, Le Moulin de Tomblaine, près Nancy
  - 1905, La mare aux canards
  - 1906, Les foins ; soleil couchant
  - 1910, Derniers rayons sur le lac de la Malmaison
  - 1911, Les Derniers rayons à Villeneuve-l’Étang
  - 1912, Après-midi, Villeneuve-l’Étang - deux gouaches : Les dernières fleurs - Automne au Grand Trianon
  - 1913, La rivière à Villeneuve (gouache)
  - 1914, Villeneuve, matinée
- Exposition des Beaux-arts d’Évreux 
  - 1903, Village
  - 1909, Salon des Indépendants

### Expositions, aux États-Unis
- 1922, Sixth Annual Exhibition of the Society of Independent Artists, Waldorf Astoria, New York, 1922,
- En 1945, le bulletin de l’Université John B. Stetson[5] mentionne l’acquisition d’une centaine de tableaux aux fins de créer un musée des beaux-arts. Lucien Biva est mentionné parmi les peintres retenus.
- 1957, Rétrospective à l’Albany Institute of History and Art 
  - Field of heather
  - Our peonies
  - Harvest time, Chartres, France
  - Lilacs in Vase
  - Moulin de la Galette, Montmartre
  - Apples, grapes, tea, kettle
  - The Little fisherman
  - Farmyard, Normandy, France
  - Autumn pond, White Plains
  - Washday, Brittany, France
  - New York skyline, from studio
  - Old country road, France
  - Tea for two
  - Peaches, pears in candlelight
  - Brittany coast, France
  - Incense burner and chrysanthemums
  - Peonies in iridescent vase
  - Fireworks, Montmartre
  - La rue St. Rustique, Montmartre
  - Villeneuve-l’Etang, France
  - Thawing, Dourdon, France
  - Brook, Haines Falls, Catskill
  - Village church, France
  - White face Mt, Adirondacks
  - Low tide, Douarnenez, France
  - Autumn, White Face Mt, Adirondacks
  - New York Bay, from studio
  - Sunflowers in old jug
  - Our barn, Catskill
  - The Mistletoe, Orléans, France
  - Catskill pond
  - Springtime in Saint-Cloud, France
  - Stony Brook, Ardsley, New York
  - Winding river, Ardsley, New York
  - Palisades, Englewood
  - Pam
  - Chrysanthemums in Chinese vase
- Le site de la galerie américaine Sullivan Goss présente une série de tableaux de Lucien Biva.
  - White Cherry Blossom Tree Along Channel
  - White Cherry Blossom Trees
  - White Plains View
  - Green and Lavender Landscape
  - Lake View
  - Red, Pink White Cherry Blossom Trees
  - Still Life
  - Two Peasants, Horse and Carriage
  - Warm Sunset
  - Blossoming Tree Lined Path
  - Blossoming Tree in Foreground with Church in Background
  - Fall Reflexion